# Естонско книжовно дружество
Естонското книжовно дружество (на естонски: Õpetatud Eesti Selts, съкратено ÕES; на немски: Gelehrte Estnische Gesellschaft) е най-старата научна организация в Естония, основана в Университета на Тарту през 1838 година.
Хартата на дружеството гласи, че то е призвано да изследва историята и праисторията на Естония, естонския език, литература и фолклор.
Фридрих Роберт Фелман, Александер Фридрих фон Хюк и Дитрих Хайнрих Юргенсон са сред председателите на дружеството, което се състои от интелектуалци от естонски произход и естофилски настроени балтийски германци. Дружеството предлага услуги в областта на лингвистичния анализ, научните изследвания по история, археология, етнография, нумизматика, и история на изкуството. Публикува годишници, библиографии и научно списание, в което за първи път е била публикувана редактираната версия на епичната поема Калевипоег от Фридрих Райнхолд Кройцвалд в периода между 1857 и 1861 година.
През 1950 година, съветските окупационни сили закриват дружеството и разделят архива му от 25 000 книги, 160 000 страници ръкописи и 60 000 етнографски артефакти между няколко други институции. През 1988 година Дружеството е възстановено по инициатива на професор Херберт Лиги от Тартуския университет.